# 達呼利
達呼利(梵文：Dhahulipa)，印度大乘密宗人士，八十四成就者之一。

## 簡介
達呼利是達卡拉靠製草繩維生的低種姓居民，有一天在捲裹草繩時，因手上磨出了個大水泡而痛哭，巧遇一瑜珈士，授以解脫之法。達呼利精進禪修十二年證得成就，以達呼利之名廣為世人傳頌。持續七百年不間斷地行佛事業，利益許多有情眾生，最後與五百名追隨者同到空行淨土。